# Lac Kusawa
Le lac Kusawa est un lac du Yukon au Canada situé dans la Chaîne Côtière, à proximité de Whitehorse. Étroit et allongé selon l'axe nord-sud, il fait 70 km de long, sur 2 km de large. La rivière Takhini en est l'issue. 
Son nom, en langue Tlingit, signifie « lac long et étroit » et « eau ventée » en Chilkat. Le lac et ses alentours sont un territoire traditionnel des Champagne and Aishihik First Nations.
On y trouve des truites, des coregones, et des ombres arctiques. 
Actuellement le lac est utilisé pour la pêche, et pour le tourisme.